# Festival Internacional de Cine de Róterdam
El Festival Internacional de Cine de Róterdam —en inglés: Rotterdam International Film Festival— es uno de los 5 festivales de cine más importantes de Europa, junto con Cannes, Venecia, Berlín y Locarno. Toma lugar en la última semana de enero. La edición 39 del festival tuvo lugar del 27 de enero al 7 de febrero de 2010.

## Características
Creado en junio de 1972 por Hubert Bals, comenzó como un festival no competitivo hasta 1995 que fue introducido el premio VPRO Tiger.
El festival apoya a los creadores independientes de todas partes del mundo.

## Jurado
- 38.ª edición
  - El jurado estuvo compuesto por: Marlene Dumas, Yesim Ustaoglu, Park Ki-Yong, Kornél Mundruczó y Kent Jones.
- 39.ª edición
  - El jurado estuvo compuesto por: Urszula Antoniak, Jeanne Balibar, Philip Cheah, Amat Escalante, Okello Kelo Sam[1]

## Películas ganadoras del premio Tigre Hivos
El premio Tigre ha tenido varios patrocinadores, incluyendo el VPRO. En 2011 el premio fue patrocinado por Prins Bernhard Cultuurfonds y a partir de 2012 por Hivos.
| Año  | Título en inglés                        | Título original                          | Director                         | País                            |
| ---- | --------------------------------------- | ---------------------------------------- | -------------------------------- | ------------------------------- |
| 1995 | Postman                                 | Youchai                                  | Jianjun He                       | China                           |
| 1995 | How Old Is the River?                   | Fuyu no kappa                            | Kazama Shiori                    | Japón                           |
| 1995 | Thalassa, Thalassa, Ruckkehr Zum Mmer   | Thalassa, Thalassa                       | Bogdan Dumitrescu                | Alemania Rumania                |
| 1996 | Sons                                    | Erzi                                     | Zhang Yuan                       | China                           |
| 1996 | Like Grains of Sand                     | Nagisa no Shindobaddo                    | Ryōsuke Hashiguchi               | Japón                           |
| 1996 | Small Faces                             |                                          | Gillies MacKinnon                | Reino Unido                     |
| 1997 | Last Holiday                            | Posledniye kanikuly                      | Amir Karakulov                   | Kazajistán                      |
| 1997 | The Day a Pig Fell into the Well        | Daijiga umule pajinnal                   | Hong Sang-soo                    | Corea del Sur                   |
| 1997 | Robinson in Space                       |                                          | Patrick Keiller                  | Reino Unido                     |
| 1998 | Buttoners                               | Knoflíkári                               | Petr Zelenka                     | República Checa                 |
| 1998 | Round the Moons Between Earth and Sea   | Giro di lune tra terra e mare            | Giuseppe Gaudino                 | Italia                          |
| 1998 | The Inheritors                          | Die Siebtelbauern                        | Stefan Ruzowitzky                | Austria                         |
| 1999 | The Iron Heel of Oligarchy              | Zheleznaya pyata oligarkhii              | Alexander Bashirov               | Rusia                           |
| 1999 | More Than Yesterday                     | Plus qu'hier moins que demain            | Laurent Achard                   | Francia                         |
| 1999 | Following                               |                                          | Christopher Nolan                | Reino Unido                     |
| 2000 | Suzhou River                            | Suzhou he                                | Ye Lou                           | China                           |
| 2000 | Crane World                             | Mundo Grúa                               | Pablo Trapero                    | Argentina                       |
| 2000 | Bye Bye Blue Bird                       |                                          | Katrin Ottarsdottír              | Dinamarca                       |
| 2001 | Bad Company                             | Mabudachi                                | Furumaya Tomoyuki                | Japón                           |
| 2001 | The Days Between                        | In den Tag hinein                        | Maria Speth                      | Alemania                        |
| 2001 | 25 Watts                                |                                          | Juan Pablo Rebella & Pablo Stoll | Uruguay                         |
| 2002 | Sleeping Rough                          | Tussenland                               | Eugenie Jansen                   | Países Bajos                    |
| 2002 | Everyday God Kisses Us on the Mouth     | În fiecare zi Dumnezeu ne saruta pe gura | Sinişa Dragin                    | Rumania                         |
| 2002 | Wild Bees                               | Divoké vcely                             | Bohdan Sláma                     | República Checa                 |
| 2003 | With Love. Lilya                        | S lyubovyu. Lilya                        | Larisa Sadilova                  | Rusia                           |
| 2003 | Strange                                 | Extraño                                  | Santiago Loza                    | Argentina                       |
| 2003 | Jealousy Is My Middle Name              | Jiltuneun naui him                       | Park Chan-ok                     | Corea del Sur                   |
| 2004 | The Missing                             | Bu jian                                  | Kang-sheng Lee                   | Taiwán                          |
| 2004 | Summer in the Golden Valley             | Ljeto u zlatnoj dolini                   | Srđan Vuletić                    | Bosnia y Herzegovina            |
| 2004 | En Route                                | Unterwegs                                | Jan Krüger                       | Alemania                        |
| 2005 | Changing Destiny                        | Nemmeno il destino                       | Daniele Gaglianone               | Italia                          |
| 2005 | 4                                       | Chetyre                                  | Ilya Khrzhanovsky                | Rusia                           |
| 2005 | The Sky Turns                           | El cielo gira                            | Mercedes Álvarez                 | España                          |
| 2006 | Walking on the Wild Side                | Lai xiao zi                              | Han Jie                          | China                           |
| 2006 | The Dog Pound                           | La perrera                               | Manuel Nieto Zas                 | Uruguay Argentina Canadá España |
| 2006 | Old Joy                                 |                                          | Kelly Reichardt                  | Estados Unidos                  |
| 2007 | Love Conquers All                       |                                          | Tan Chui Mui                     | Malasia                         |
| 2007 | The Unpolished                          | Die Unerzogenen                          | Pia Marais                       | Alemania                        |
| 2007 | Bog of Beasts                           | Baixio das Bestas                        | Claudio Assis                    | Brasil                          |
| 2007 | AFR                                     |                                          | Morten Hartz Kaplers             | Dinamarca                       |
| 2008 | Go With Peace Jamil                     | Gå med fred Jamil - Ma salama Jamil      | Omar Shargawi                    | Dinamarca                       |
| 2008 | Wonderful Town                          | (เมืองเหงาซ่อนรัก)                          | Aditya Assarat                   | Tailandia                       |
| 2008 | Flower in the Pocket                    |                                          | Liew Seng Tat                    | Malasia                         |
| 2009 | Be Calm and Count to Seven              | Aram bash va ta hatf beshmar             | Ramtin Lavafipour                | Irán                            |
| 2009 | Breathless                              | Ddongpari                                | Yang Ik-june                     | Corea del Sur                   |
| 2009 | Wrong Rosary                            | Uzak ihtimal                             | Mahmut Fazil Coskun              | Turquía                         |
| 2010 | Cold Water of the Sea                   | Agua fría de mar                         | Paz Fábrega                      | Costa Rica                      |
| 2010 | Alamar                                  | To the Sea                               | Pedro González-Rubio             | México                          |
| 2010 | Mundane History                         | Jao nok krajok (เจ้านกกระจอก)             | Anocha Suwichakornpong           | Tailandia                       |
| 2011 | The Journals of Musan                   | Musanilgi                                | Park Jung-bum                    | Corea del Sur                   |
| 2011 | Finisterrae                             |                                          | Sergio Caballero                 | España                          |
| 2011 | Eternity                                | Tee rak (ที่รัก)                            | Sivaroj Kongsakul                | Tailandia                       |
| 2012 | Klip                                    | Clip                                     | Maja Miloš                       | Serbia                          |
| 2012 | Thursday Till Sunday                    | De jueves a domingo                      | Dominga Sotomayor Castillo       | Chile Países Bajos              |
| 2012 | Egg and Stone                           | Jidan he shitou                          | Ji Huang                         | China                           |
| 2013 | My Dog Killer                           | Môj pes Killer                           | Mira Fornay                      | Eslovaquia República Checa      |
| 2013 | Soldier Jane                            | Soldate Jeannette                        | Daniel Hoesl                     | Austria                         |
| 2013 | Fat Shaker                              | Larzanandeye charbi                      | Mohammad Shirvani                | Irán                            |
| 2014 | Anatomy of a Paper Clip                 | Yamamori clip koujo no atari             | Ikeda Akira                      | Japón                           |
| 2014 | Something Must Break                    | Nånting måste gå sönder                  | Ester Martin Bergsmark           | Suecia                          |
| 2014 | Han Gong-ju                             | Han Gong-ju                              | Lee Su-jin                       | Corea del Sur                   |
| 2015 | The Project of the Century              | La obra del siglo                        | Carlos M. Quintela               | Argentina Cuba Suiza            |
| 2015 | Videophilia (and Other Viral Syndromes) | Videofilia (y otros síndromes virales)   | Juan Daniel F. Molero            | Perú                            |
| 2015 | Vanishing Point (película de 2015)      |                                          | Jakrawal Nilthamrong             | Tailandia Países Bajos          |
| 2016 | Radio Dreams                            |                                          | Babak Jalali                     | Irán Estados Unidos             |